# SMS (serie de televisión)
SMS (Sin Miedo a Soñar) fue una serie española de televisión transmitida por La Sexta. Previo al estreno de la primera temporada, el 7 de julio del 2006, La Sexta emitió un especial en el que se incluían los 4 primeros capítulos de la serie. A partir del día 10 de julio empezó la primera temporada, que constó de 120 capítulos.
El día 29 de diciembre de 2006 se acabó la primera temporada y, sin ningún descanso en la realidad, pero un mes después en la ficción, el 1 de enero de 2007 empezó la segunda temporada, que se emitió hasta el 30 de marzo de ese mismo año en La Sexta.

## Argumento
Cuenta la historia de un grupo de adolescentes de clase alta cuya vida cambia bruscamente tras la llegada de Edu, un joven de barrio.
El contraste entre ambos mundos, junto con las relaciones sentimentales del grupo de adolescentes, conforman el entramado de una serie juvenil que añade un nuevo elemento al género: una trama de thriller, ligada a un misterioso asesinato en el que se ven envueltos tres de los protagonistas.
A lo largo de los capítulos, el público contemplará el nacimiento de un grupo de música, la investigación del crimen, un romance imposible y, en definitiva, la transformación de la vida de una pandilla de adolescentes que, con 16 años, empiezan a asomarse a la vida.

### Primera temporada
Un delincuente juvenil llamado Edu se escapa del centro de menores con su amigo Sebas al enterarse de que a su padre le han detenido en Colombia por posesión de drogas. Todos los de la clase montan una fiesta en el Blue, un pub en el que trabaja Juan, y Álvaro, el novio de Sonia, le propone matrimonio a esta. Poco después, Álvaro desaparece.
Cristina, la madre de Paula, sospecha de su socio en el bufete de abogados, Gonzalo, quien parece estar vinculado en asuntos ilegales. que antes debe dar pena a Cristina para que le acoja en su casa, y hacer de espía para él.
Edu se hace amigo de Javi el friki, y proponen formar un grupo de música con Lucía y Paula. Lucía se enamora de Paco, el hermano de Sonia, y Edu acaba enamorándose de Paula. Se descubre el cadáver de Álvaro, y se sospecha de Paco, y después, de Juan.
Javi conoce a Jenny, y empieza a salir con ella. Leti, una antigua novia de Edu, vuelve a su vida. Sonia se liga a Andrés para conseguir un vídeo en el que se ve cómo Paco dispara a Álvaro.
Paula, intentando darle celos a Edu, se enrolla con un chico mayor que ella llamado Pedro, que resulta ser el nuevo profesor de teatro del colegio. Gonzalo consigue unos documentos firmados por Cristina para incriminarla en un delito de blanqueo de dinero, y luego fingir su muerte. A Sonia le envían un vídeo en el que se ven dos manos estrangulando a alguien que parece ser Álvaro.
Meten a Cristina en la cárcel, pero Edu intenta sacarla investigando a Luisa, la secretaria del bufete y novia de Gonzalo. Lucía descubre que el verdadero amor de su vida es Javi. Paula quiere irse a un curso de interpretación en Los Ángeles, en el que va a ir Pedro. El disparo accidental de Paco no había matado a Álvaro, y como amenazaba con denunciarles, Andrés le ahogó.
Disparan a Gonzalo delante de Edu, y dejan libre a Cristina. Edu no puede despedirse de Paula antes de que su avión se vaya. Ya no volverá a verla en un mes.

### Segunda temporada
La segunda temporada comienza con el regreso de Paula a Madrid tras su visita a Los Ángeles. Edu está loco por verla pero ella estará muy segura de su relación con él. Mientras tanto Andrés, Paco y Sebas han conseguido salir del Centro de Menores por buen comportamiento, ahora la amistad de Andrés y Paco está completamente rota.
La llegada de un nuevo personaje, Moisés provocará que Andrés saque a la luz su verdadera personalidad. Paco intentará reconciliarse con Lucía, quién ahora es la novia de Javi. Mientras que Leti consigue un trabajo en El Blue para suplir la baja de Juan, que ahora está en la cárcel.
Paula se siente cada vez más atraía por Pedro, lo que provocará que su amor esté dividido y deberá elegir entre Pedro y Edu. Tras la muerte de Moisés, Andrés y Eva comienzan una relación un tanto extraña, mientras la policía sigue la pista de Eva, principal sospechosa de la muerte de Moisés. Además, Paco intentará no meterse en problemas.
Con la llegada de Vicky como representante de SMS, hará que Lucía sienta celos de esta, en el modo de tratar a Javi. Además Jenny es contratada para ser la bailarina de los sencillos de SMS, lo cual provocará que Lucía sienta más celos que nunca. Lucía convence a Jenny de que no le diga nada a Javi de un beso que se dio con Paco, pero en una confusión, creyó que se lo había dicho a Javi lo que provocó la ruptura total de la relación.
Cuando Javi se entera de que Paco besó a Lucía, le cita a una pelea en la que Javi cae sobre una piedra, lo que le provoca que se lesione y que no pueda volver a tocar, poniendo fin a su carrera como cantante de SMS. Mientras tanto Sebas se compra un piso al cual quiere que Edu se vaya a vivir con él, pero este prefiere seguir viviendo en casa de Javi. Entonces Sebas consigue convencer a Leti de vivir con él, después de que fuese echada de su casa por su madre. Para poder pagar el piso Sebas roba coches, lo cual provoca una mala reacción por parte de sus amigos, hasta el momento de robarle 100.000 € a Mauro, un mafioso de la ciudad. Mauro y sus cómplices atrapan a Sebas, y entonces deberá trabajar para Mauro hasta pagar la deuda, mientras Edu, que había conseguido avanzar en su relación con Paula, decide ayudar a Sebas y empieza otra vez a distanciarse de Paula, la cual decide estar con Pedro, harta ya de las mentiras de Edu. Paco comienza a trabajar en el geriátrico donde deberá cuidar a Aurelio, un viejo pesado y arrogante que le hará la vida imposible.
Tras descubrir a El Chino, un policía en cubierto en la banda de Mauro, Edu deberá ayudarle para encerrar a Mauro y su banda, pero la cosas se complican cuando Sebas, sin saber de los planes de Edu, duda de la confianza de este y enviado por Mauro deberá espiarlo para saber que trama. Mientras tanto, Juan sale de la cárcel por buen comportamiento y se reencuentra con Sonia, quién decide ayudarle convenciendo a su padre para que lo contrate en su empresa. Javi, le declara a Vicki sus sentimientos, pero está en realidad está saliendo con David, con lo cual, Javi lleno de ira le hace la vida imposible a ella y a su padre.
Cuando Sebas descubre a Edu y El Chino hablando sobre Mauro, este decide que quiere ayudarles a capturar a Mauro. Juan es contratado por Pepe, pero deberá demostrarle su valía en los negocios, y tendrá una semana para cerrar 10 contratos, pero Pepe le hará la vida imposible para que no lo consiga. Mientras Andrés, Eva y Kike se unen para descubrir quién es el asesino, pero solo encuentran más que cosas inútiles, hasta que Kike es asesinado, lo cual Andrés mediante unos documentos de Kike, consigue pruebas para atrapar al asesino.
Andrés visita al hospital mental donde se encuentra Miriam, para sacarle información sobre Pedro, su principal sospechoso. Además Leti es secuestrada por Mauro para hacerle pagar a Edu y Sebas su traición. Al final Sebas consigue rescatar a Leti y roba el dinero de Mauro.
También Edu vuelve con Paula, Javi con Lucía y Aurelio muere. Por último Javi deja el grupo donde finalmente se quedan Edu, Paula y Lucía y realizan un concierto donde Edu y Paula se reconcilian finalmente.

## Personajes y reparto

### Personajes principales
- Cristina Gómez-De Iridutia: 38 años. Abogada, antigua socia de Gonzalo, y madre de Paula. Mantiene una relación con David. Durante bastante parte de la primera temporada, Edu vivía en su casa. Estuvo acusada de blanqueo de dinero por unos documentos que firmó; y más tarde del asesinato de Gonzalo, aunque este estaba vivo. Para poder salir adelante montó un nuevo despacho de abogados con una agencia, pero el caso que le asignaron como prueba lo perdió y fue despedida. Al ver que no puede salir adelante empezó a trabajar para la discográfica de David, pero en un intento para mejorar un contrato de Vicki lo estropeó completamente y renunció al trabajo. Después de este fracaso Cristina no hace otra cosa que beber y como resultado convirtiéndose en una alcohólica lo que provoca que Paula busque las soluciones para que Cristina se recupere. Cuando por fin se veía que saldría adelante comenzando de nuevo su relación con David, Javi dice en público durante un concierto de SMS en el Blue que David y Vicki son pareja, lo que provoca que Cristina vuelva a emborracharse y empezar a acostarse con el dueño del Blue. En los últimos capítulos quema su casa cuando deja caer un cigarro al suelo provocando un incendio y que fue salvada por Paula mientras esta llegaba a la casa. En una comida con Pepe, le ofrece un trabajo en su compañía, su sorpresa fue que cuando llegó su currículo fue que la querían solo como muchacha de limpieza. Al final acaba volviendo con David. Interpretada por: Lola Marceli.

- David Llorens: 43 años. Exmúsico, padre de Javi. Mantiene una relación sentimental con Cristina. Desde el final de la primera temporada, Edu vive en su casa. Fue solista del grupo musical Parálisis Yeyé, pero ahora es productor del grupo SMS en el que participa su hijo. Le hicieron una operación de corazón. Después de sus intentos fallidos para que su relación con Cristina se estabilizara, comenzó a salir con Vicki lo que provocara muchos celos por parte de Javi. Cuando David invitó a Vicki a su casa por culpa de unas obras en la casa de Vicki, Javi no paraba de hacerle la vida imposible a Vicki hasta que por error Javi subió a la red las canciones nuevas de un grupo profesional, provocando que despidieran a David y Vicki se hiciera cargo de la discográfica. Cuándo Javi le contó la verdad dejó de hablarle al sentirse muy decepcionado al grado de no dirigirle la palabra. Al final acaba perdonando a su hijo y volviendo a salir con Cristina. Interpretado por: Javier Albalá.

- Eduardo "Edu" Sánchez Díaz: 16 años. Era un delincuente juvenil hasta que Cristina le acogió en su casa. En la primera temporada, hacía de espía para Gonzalo, quien le hacía chantajes relacionados con su padre. Cuando Cristina se enteró (al final de la primera temporada), le echó de casa, y este se fue a vivir a casa de Javi. Forma parte del grupo SMS. Antiguamente tuvo una relación con Leti, pero ahora está enamorado de Paula. Se metió a trabajar con Mauro a la fuerza para intentar sacar del marrón a Sebas. Cuando El Chino es descubierto por Sebas de soplón, El Chino le cuenta la verdad a Edu de que es policía y que esté en una misión. Para remediar en cometido, Edu acepta ayudar a El Chino para encarcelar a Mauro. Después de acabar con el caso de Mauro, Edu pensó en reconquistar a Paula, pero esta se niega por estar con Pedro, entonces Andrés le cuenta que Pedro es el asesino del colegio y decide ayudarlo para rescatar con vida a Eva. Al final vuelve con Paula y la rescata de las garras de Pedro. Interpretado por: Raúl Peña.

- Paula Dejardains Gómez-De Iridutia: 16 años. Hija de Cristina. Al principio de la serie, era una niña pija que sólo le interesaba ser actriz. Pero después de conocer a Edu, se fue transformando en una chica diferente, que se preocupa más por los demás. Forma parte del grupo SMS, en el que entró por obligación al principio. En lo sentimental, nunca se acaba de decidir entre Edu y Pedro. Al cansarse de esperar a que Edu le cuente en que marrón está metido pero este no se lo cuenta, por lo que decide olvidarse de él y comenzar una vida sentimental con Pedro. Ahora intenta ayudar a su madre para que salga adelante y ayudarla con su problema con el alcohol. Es secuestrada por Pedro y rescatada por Edu, en un momento crítico en el que Pedro está estrangulando a Edu ella le pega un tiro y consiguen escapar al final en el concierto de SMS vuelve con Edu. Interpretada por: Amaia Salamanca.

- Lucía Jimeno: 16 años. Siendo la "empollona" de la clase, se enamoró de Paco, y al principio este usó el amor de ella para divertirse, pero luego él también se sintió atraído por ella. Su relación ha tenido muchos contratiempos, hasta que al final de la primera temporada se dio cuenta de que en realidad quería a Javi, y actualmente está con él. Forma parte del grupo SMS. Durante la segunda temporada primero es novia de Javi el cual tras decirle por accidente que se enrolló con Paco cortan y al parecer es para siempre. Entonces ahora está enamorada de Paco al cual le entran unos celos de miedo cuando descubre que en lugar de estar en el asilo cuando viejos, se encuentra en el hospital ayudando a Sara, la cual está también enamorada de Paco. Al final descubre que Paco está liado con Sara y decide cortar con él. Interpretada por: María Castro.

- Javier "Javi" Llorens: 16 años. Hijo de David. Es el friki de la clase. Andrés, Paco, y más recientemente, también Moisés, le gastan muchas bromas pesadas. Es un músico excelente, y compositor del grupo SMS, del que también forma parte. Siempre ha estado enamorado de Lucía, aunque en la primera temporada haya salido con Jenny. Cuando Lucía le cuenta que se enrolló con Paco porque esta pensó que se lo había dicho Jenny, Javi rompió con ella para siempre hasta el punto de convertirse en mala persona. Al final acaba dejando el mundo de la música por su lesión en el brazo y al enterarse de que Lucía ha dejado a Paco le pregunta por ir a tomar algo (se supone que acaban juntos). Interpretado por: Mario Casas.

- Sonia Delgado Jarana: 16 años. Hermana de Paco. Es muy amiga de Paula. Al principio de la serie, tenía una relación amorosa con Álvaro, hasta que este desapareció. Luego, se fue enamorando de Juan poco a poco, aunque ha tenido varias dudas sobre si es de verdad el amor de su vida. Se insinuó a Kike para darle celos a Juan, y conquistó a Andrés para conseguir un vídeo sobre la muerte de Álvaro. Cuando Juan sale de la cárcel intenta buscarle un trabajo en la empresa de su padre pero Juan acaba marchándose de la ciudad. Interpretada por: Aroa Gimeno.

- Andrés: 16 años. Al principio era novio de Paula, pero cuando esta se enrolló con Edu, Andrés luchó por recuperarla, ya que no soporta perder "algo de su propiedad". Es muy amigo de Paco. Ahogó a Álvaro después de que Paco le pegara un tiro accidentalmente, y por eso entró en el centro de menores en el último capítulo de la primera temporada. Actualmente está en libertad haciendo trabajos comunitarios. Después de eso empieza a buscar el asesino del colegio y después de muchos problemas descubre que es Pedro. Al final acaba con Eva. Interpretado por: Yon González.

- Francisco "Paco" Delgado Jarana: 16 años. Al principio era un bruto total. Pero después de enamorarse de Lucía, cambió un poco. Le metieron en el reformatorio por el asesinato de Álvaro, y allí se hizo amigo del Sebas. Se escaparon juntos del centro de menores, pero pillaron a Sebas. Paco se entregó en el último capítulo de la primera temporada, pero solo estaba en el centro por fuga. Actualmente está en libertad haciendo trabajos comunitarios. Después de esto entra en un lugar de ancianos donde cuida de Aurelio, después de la muerte del anciano atropella a una famosa tenista, Sara y se va a la fuga. Empieza a salir con Lucía. Al final rompe con Lucía y sale con Sara pero su relación se acaba cuando Lucía le cuenta la verdad de quien la atropello, finalmente se reconcilia con Andrés su gran amigo de toda la vida. Interpretado por: Guillermo Barrientos.

- Gonzalo: 40 años. Estudió con Cristina, y se hicieron socios del bufete. Unos años atrás se corrompió al descubrir las ganancias que podía obtener con el blanqueo de dinero. Cuando Cristina empezó a sospechar, le puso un espía (Edu). Fingió su muerte poniendo 4 litros de su sangre (sacada poco a poco durante meses o años) en el maletero de un coche, y colocó pruebas falsas en el coche de Cristina. Murió en el penúltimo capítulo de la primera temporada, de un balazo de parte de su socio, Alberto. Interpretado por: Josep Linuesa.

- Juan: 22 años. Al principio, era camarero del Blue, y vendía droga. Renunció a ambas cosas cuando Sonia quiso irse a vivir con él. Actualmente, su puesto de camarero del Blue es ocupado por Leti, desapareció de la serie para ingresar en la cárcel por su silencio sobre la muerte de Álvaro (En el capítulo "La letra de los boleros", Sonia le dice a Paula que fue a visitar a Juan a la cárcel y que podría salir ponto). Cuando Juan sale de la cárcel comienza a trabajar en la compañía de Pepe para demostrarle a este que es un trabajador y digno novio de Sonia. A pesar de las trabas que le pone Pepe, Juan logra hacerse con unos papeles que serán claves para descubrir el negocio sucio de Pepe. Cuando Sonia escucha a Juan acusando a Pepe de ladrón y trabajador sucio, esta no le cree y lo echa de su casa. Para demostrarle a Sonia que dice la verdad graba un vídeo en el móvil donde Pepe lo confiesa todo. Al final Juan se va a Almería para comenzar de cero. Interpretado por: Antonio Hortelano.

- Luisa: Era la secretaria del bufete de abogados de Cristina y Gonzalo, y novia de este último. Le ayuda con su plan para incriminar a Cristina y fingir su muerte. Actualmente está en coma por un disparo. Después de recuperar-se ayuda mucho a Cristina. Interpretada por: Virginia Rodríguez.

- Leticia, "Leti": Se incorporó a la serie en el capítulo 34, "Vulv cnmgo", aunque no apareció en la cabecera hasta la 2ª temporada. Es una antigua novia de Edu que no había ido ni una sola vez a verle al centro de menores, aunque nunca rompieron hasta que entra en escena en la serie. Actualmente trabaja como camarera en el Blue. Al final después de romper con Edu se va de la ciudad con Sebas. Interpretada por: María León.

- Sebastián, "Sebas": Sebas apareció en la serie desde el principio, aunque no fue un personaje principal hasta la 2ª temporada, cuando aparece por primera vez en la cabecera. Estuvo en el reformatorio con Edu hasta que escaparon juntos, pero al contrario que él, Sebas sigue con la vida de delincuente. Actualmente tiene un "trabajo" en el que roba coches para que otros los vendan. Al final se marcha de la ciudad con Leti. Interpretado por: Pablo Penedo.

- Eva: Eva apareció a finales de la primera temporada como la otra alumna "pretendiente" de Pedro. Cuando vio que Pedro pasaba totalmente de ella, se dedicó a hacerles la vida imposible a Paula y sobre todo a Edu, diciéndole que Paula se iba a Los Ángeles por Pedro, o contándole a todo el colegio que Paula y Pedro se acostaron. Al final es secuestrada por Pedro pero se escapa y acaba siendo novia de Andrés. Interpretada por: María Cotiello Aparece a partir del capítulo 102.

- Pedro: Salió por primera vez en el capítulo 89 de la primera temporada, en el que Paula se enrolla con él para darle celos a Edu. Dos capítulos más tarde se sabe que es el nuevo profesor de teatro del colegio. Eva también intenta ligar con él, pero no lo consigue. En el último capítulo de la primera temporada, antes de irse con Paula y Eva a Los Ángeles, se ve una conversación de Pedro con su siquiatra, lo que revela que tiene que tomar tratamiento psicológico. Finalmente se descubre que él es el asesino misterioso que mató a Kike, el director del instituto, etc. Muere aparentemente a causa de un balazo de Paula justo antes de que este estuviera a punto de matar a Edu, pero en realidad no estaba muerto, sólo herido. Moribundo, se dirige al camerino de Paula para matarla pero, oculto tras unos trastos, la escucha hablar bien de él, por lo que deja el arma que portaba en el suelo y se queda mirando al vacío (se supone que muere). Interpretado por: Sergio Mur.

### Personajes secundarios
- Pepe Delgado: 50 años. Padre de Sonia y Paco. Está casado con Julia. Es director de una constructora. Interpretado por: Jesús Ruyman.

- Julia Jarana: 40 años. Madre de Sonia y Paco. Es amiga de Cristina desde la facultad. Dejó de trabajar cuando se casó con Pepe. Interpretada por: Alejandra Torray.

- Álvaro Montalván: Novio de Sonia. Era militar, y planeaba casarse con ella dos años después. Le mataron en los primeros capítulos, aunque aparece a lo largo de la primera temporada en recuerdos, grabaciones de móvil y sueños. Su pistola se disparó sola cuando la tenía Paco, y le dio a él. Más tarde, gracias a una grabación que realizó Andrés, se muestra unas manos ahogando a Álvaro, después se supo que fue Andrés quién lo ahogó.

- Víctor: El dueño del "Blue", es un hombre de unos 25 años y el mejor amigo de Juan. Al principio tuvo problemas con Sebas, cuando despidió a Leti por llegar tarde al curro, cuando Sebas se enteró se fue al Blue con unos amigos del barrio a amenazarle para que aceptara a Leti de nuevo. Actualmente pasa una que otra noche con Cristina cuando esta se emborracha.

- Johny: Estudiante de intercambio. Era amigo de Paco, Andrés y Juan; y grabó en el móvil el estrangulamiento de Álvaro a manos de Andrés. Interpretado por: JPelirrojo.

- El Rulas: Pandillero de intercambio. Una vez le pidió un euro por la calle a Edu, como no se lo daba, le amenazó con una navaja mariposa. Interpretado por: Nicolás López.

- Alex, el pelota de Andrés: Era amigo de Andrés y Paco, aunque no participaba de lleno en los encontronazos que tenían con Javi y Edu, de vez en cuando metía cizaña a los que consideraba "frikis" y no tan frikis, sufriendo en más de una ocasión algún percance. Interpretado por: Adrián Moreno.

- Jesús: Personaje que aparece durante las dos temporadas. Compañero de clase de Paula, Javi, Paco y el resto de los jóvenes de la serie. Involucrado en varias de las gamberradas que estos hacen y saliendo mal parado de alguna de ellas.  Interpretado por: Jesús Sánchez.

- Fod: Era un amigo de Edu que también estaba en el reformatorio. Cuando salió, consiguió un trabajo en una empresa de mensajería, pero tenía que contenerse para no robar cosas. Murió a manos de Gonzalo, creyendo que había matado a Edu.

- Carmelo Sánchez: Padre de Edu. Al principio de la serie lo cogieron en Colombia con droga, y lo encarcelaron allí. En el capítulo 67 volvió a España. En el 96 le soltaron de la cárcel porque padecía una grave enfermedad. Murió en el capítulo 100.

- José (El Director): Es el director del Instituto. Murió en el capítulo 20 (2ª Temporada) tras ver un diario donde decía el nombre del asesino de Moisés y citar a esa persona, quién probablemente asesino sea el de Moisés. Le dieron un tiro en la cabeza.

- Lionel Dejardains: Es el padre de Paula, un empresario adinerado y francés. Reside en París (Francia) y casi nunca ve a su hija aunque en muchas ocasiones intenta de llevarse a Paula a vivir con él en Francia. Cada vez que Cristina tenía algún problema económico este le daba un cheque con mucho dinero para que salde sus deudas aunque siempre los rechaza.

- Kike: Ayudó a Sonia a rastrear a la persona que colgó un vídeo en donde se veían unas manos ahogando a Álvaro. Al final se supo que Johny había colgado en Internet el vídeo y eran las manos de Andrés las que ahogaban a Álvaro. Después con los nuevos asesinatos en el colegio, Kike ayuda a Andrés y a Eva a descubrir a quién es el asesino, cuando por fin encuentra algo lo esconde dentro de un ordenador para asegurarse de que nadie lo encuentre. Fue el principal sospechoso cuando Andrés se encuentra su móvil tirado y en la grabación de la muerte del director. Para aclararle a Andrés que no es el asesino queda con él en un bosque para darle toda la información. Cuando Andrés llega encuentra a Kike ahorcado en un árbol aparentemente suicidado pero la verdad es que lo mató el asesino.

- Jenny: Exnovia de Javi. Siempre se quejaba de que Javi se preocupaba más de Lucía que de ella, a pesar de que Lucía estuviera saliendo con Paco. Jenny se ve metida en una gran deuda con un mafioso argentino para pagar un equipo de sonido que le estropeó a Javi; cuando Lucía se da cuenta decide ayudarla a pagar la deuda. Se dio cuenta de que a pesar de todo Lucía podría ser su gran amiga, aunque no duró mucho su amistad cuando Lucía declaró su amor a Javi.Al final, Javi la dejó por el gran amor de su vida al final de la primera temporada. Jenny regresó a la serie para ser la bailarina oficial de SMS. Cuando Lucía se da cuenta de que Jenny la vio coqueteando con Paco, le pide que no le diga nada a Javi, esta dice no ser chivata y no dirá nada. En una conversación con Javi, Lucía los ve hablando y pensó que le había dicho todo a Javi, después de esta escena Jenny desapareció por completo de la serie. Interpretada por: Erika Sanz.

- Moisés: Apareció en el primer capítulo de la segunda temporada. Triunfador nato, acostumbrado a que todo se haga como él quiere. Por ello entra en conflicto con Andrés muy a menudo. Murió unos capítulos después electrocutado en la piscina (Asesinado), pero al parecer podría seguir vivo al verse varios mensajes de este en el móvil de Eva. Al parecer se hacía creer que Eva y él estaban intentando volver loco a Andrés, pero en realidad era Pedro quién le enviaba los mensajes haciéndose pasar por Moisés. Interpretado por: Martiño Rivas.

- Aurelio: Anciano residente en un asilo al que Paco tendrá que cuidar y ayudar por motivo del Servicio Comunitario. Este personaje es un poco caprichoso y le hace la vida imposible a Paco. Más adelante Paco se ofrece a ayudar a Aurelio para secuestrar a la nieta de este. Cuando están a punto de llevarse a Paco al centro de menores por culpa del propio Aurelio, este se da cuenta del error que va a cometer y salva a Paco de irse al Centro. Aurelio se empieza a sentir mal en presencia de Paco y Lucía, después ya en la habitación de Aurelio, este les cuenta a Paco y a Lucía que se está muriendo y que desearía no hacerlo solo y Paco le da su palabra que estará presente en el momento que eso ocurra. Al final Aurelio fallece solo y Paco no pudo llegar a tiempo. Interpretado por: Manuel Andrés.

- Miriam: Fue la novia de Pedro y la razón por la cual asiste al psicólogo. Ella se siente atraída por Pedro hasta el punto que puede volverse loca para lograr que Pedro solo entienda que su destino es estar con ella. La policía sospecha de Miriam y Pedro le tiende una trampa para que se la lleven al psiquiátrico para poder controlarla. Aunque después de la visita de Andrés ella se escapa pero a las pocas horas amenaza con tirarse de un edificio y solo quiere ver a Pedro. Un motivo aún desconocido, mientras Miriam está hablando con Pedro, se ponen imágenes de Paula desde la calle ve cómo Miriam va cayendo hasta empotrarse contra el piso y morir. Interpretada por: Manuela Burló.

- Mauro: Es el jefe y líder de una banda criminal y mafiosa. Cuando Sebas le roba su coche con 100.000€ dentro del mismo, le da un ultimátum a Sebas para pagarle, como no consiguió el dinero, él y Edu comenzarán a trabajar para Mauro hasta pagarle los 100.000€. Cuando sabe que El Chino es policía admite a Edu y a Sebas en su equipo para hacer unos trabajillos. Cuando intenta averiguar quién es el soplón, unos de sus matones le da un número de teléfono con el número de teléfono de Edu y este lo contesta y descubre que Edu es el soplón. Cuando la policía registra todo su escondite, este decide que quiere vengarse de sus traidores (Edu, Sebas & El Chino) y rapta a Leti para hacerles cometer un error.

- El Chino: Es un policía que se encuentra infiltrado en la banda de Mauro para poder detenerle en uno de sus robos. Es descubierto por Sebas al escucharlo hablando con la policía. Más tarde le cuenta a Edu que él es policía y que si no le hubieran dicho a Mauro que venía la policía, este hubiera sido arrestado. Después convence a Edu para que siga trabajando con Mauro para poder terminar su trabajo y arrestarlo de una vez. En una de las reuniones mantenidas con Edu para que le informe de todo lo sucedido con Mauro descubre que Sebas está escuchando y amenaza con mandarlo a la cárcel si no se calla. Después El Chino cede para que Sebas les ayude a él y a Edu para encerrar a Mauro. Interpretado por: Tomás Del Estal

- El Matón: Es un súbdito y trabaja bajo las órdenes de Mauro. Cuando Mauro descubre que Edu y Sebas son los topos que le daban información a El Chino, le pide que mate a Edu y a Sebas, aunque estos se escapan. Después por órdenes de Mauro, secuestra a Leti, y es el encargado de matar a Leti si no cumplen las expectativas de Mauro, pero Edu y Sebas llegan y rescatan a Leti haciendo que detengan a El Matón.

- Vicki: Es la representante del grupo SMS. Siente una atracción hacia Javi lo que provoca que Lucía sienta celos e inseguridad de ella. Además para ensayar la coreografía del grupo, decide contratar a Jenny como la bailarina de Javi. Ahora mismo es la novia de David, lo cual provoca celos por parte de Cristina y de Javi, el cual estuvo enamorado de ella. Cuando David es despedido por las canciones que Javi subió a Internet, Vicki le dice a David que va a hablar con los dueños de la discográfica para que regrese David como jefe, pero en lugar de hacerlo termina siendo ella la jefa, lo que provoca que su relación con David se termine. Interpretada por: Marta Hazas.

- Sara: Es la chica que atropelló Paco antes de darse a la fuga. Joven promesa del tenis que vio su sueño hecho pedazos cuando el médico le dijo que no podrá volver a jugar por culpa del accidente. Ahora mismo se encuentra en el hospital intentando recuperarse para seguir con su vida normal siendo ayudado por Paco, aunque esta no sepa que él la atropelló. Cuando Sara por fin acaba su terapia de recuperación Paco ya no tendrá que ayudarla más con la rehabilitación, para poder seguir viendo a Paco ella se inscribe en el colegio de Paco y Lucía. Al final descubre que quien la atropello es Paco y rompen. Interpretada por: Sara Casasnovas.

- Carlos: Primo de Sara aparece en un capítulo de la segunda temporada.

### Coincidencia de los actores en otras series y películas
De esta serie han salido muchos actores a otras series:
- Compañeros: Raúl Peña, Virginia Rodríguez y Antonio Hortelano estuvieron juntos en esta serie. En uno de los capítulos de la primera temporada, hubo una escena en la que Juan (Antonio Hortelano) le pregunta a Luisa (Virginia Rodríguez): "¿Nos conocemos de algo?... ¿Tú y yo no habíamos sido compañeros?" y durante unos segundos suena de fondo la famosa sintonía de la serie compañeros.

- Un paso adelante: Raúl Peña y Erika Sanz
- Cafetería Manhattan: Pablo Penedo y Manuel Andrés
- El internado: Martín Rivas, Yon González y Marta Hazas
- Sin tetas no hay paraíso: Aroa Gimeno, Amaia Salamanca, María Castro, Josep Linuesa y Sergio Mur
- Los hombres de Paco: Amaia Salamanca (2 episodios), Roger Álvarez y Mario Casas
- Amar en tiempos revueltos: Aroa Gimeno, María Cotiello, Sara Casasnovas, Ana Labordeta, Roger Álvarez, Álvaro Roig y Lola Marceli
- Hay alguien ahí: María Cotiello y Guillermo Barrientos
- Fuga de cerebros: Amaia Salamanca, Mario Casas y Pablo Penedo.
- Cuenta atrás: Guillermo Barrientos, Aroa Gimeno, Jesús Ruyman, Pablo Penedo, María León y Erika Sanz
- El comisario: Aroa Gimeno, Ana Labordeta, Pablo Penedo, Álvaro Roig y Sara Casasnovas
- Gran Hotel: Amaia Salamanca, Yon González,Guillermo Barrientos y Marta Hazas
- El Barco: Mario Casas y Guillermo Barrientos
- 14 de abril. La República: Sergio Mur y María Cotiello
- Bandolera: Marta Hazas, Tomás del Estal, María Cotiello, Jesús Ruyman y Lola Marceli
- Velvet: Marta Hazas, Amaia Salamanca
- Allí abajo: Mari Jose (nombre en SMS, quien dirige una estética y le hace un favor a Jeny) y María León
- Las chicas del cable: Yon González, Martiño Rivas y Sergio Mur

## El Casting
Más de 1.500 jóvenes han participado en el casting de 'SMS' y han probado suerte en los siete videomatones instalados en Madrid. Los cuatro ganadores podrán actuar en un capítulo de la serie juvenil 'SMS'.
Hasta el pasado uno de enero de 1500 jóvenes han participado en el macro-casting realizado por La Sexta estas navidades en la que ofrece a los jóvenes residentes en Madrid la posibilidad de intervenir como actores en un capítulo de la serie 'SMS'.
Los participantes han probado suerte en los videomatones instalados en varios cines y centros comerciales de Madrid, instalaciones que permanecerán abiertas hasta el próximo siete de enero, coincidiendo con el periodo de las vacaciones escolares.
Los participantes en el macrocasting organizado por La Sexta tienen un minuto para ganarse un puesto en el reparto de la serie, para lo que deben cantar, interpretar, bailar o contar un chiste en alguno de los videomatones instalados en los cines Ábaco Diversia, AMC Las Rozas y Kinépolis, y en los centros comerciales Madrid Xanadú, Príncipe Pío y Plenilunio.
Un total de 1.570 vídeos han sido grabados desde el pasado 25 de diciembre, día en que comenzó la campaña, hasta el 1 de enero. De esos vídeos, 291 ya han sido dados de alta en la red siguiendo las instrucciones que figuran en la página de la serie-, que requiere la autorización de los padres si se trata de menores de edad. Hasta el momento, el total de chicas que se han presentado al casting ronda el 70% de, frente a un 30% de chicos.
A mediados de enero está previsto que se conozca la identidad de los cuatro ganadores, dos de ellos elegidos por votación electrónica (castingsms) y telefónica, y los otros dos seleccionados por un jurado técnico de la propia serie. Todas las grabaciones activadas pueden seguirse en la web de la serie, que ya ha tenido más de 35.000 visitas, y ser sometidas a voto. También pueden enviarse directamente a esta web.

### Ganadores del Casting
- Ganadores elegidos por jurado de La Sexta: Macarena Torres Hinojos (529C90D15) & Fernando Pozo Mota (429C8E581).
- Ganadores elegidos por votación popular: Patricia Scansetti (2247E39F4) & Alberto Esteras Blázquez (6247E3988).
- Suplentes elegidos por jurado de La Sexta: Alicia Mencía Castaño (429C981EE) & Laura Débora Fernández Basquero (4245C0873).
- Suplentes elegidos por votación popular: Bruno Cuevas Román (424509979) & Javier Vázquez Planelles 02285858A

## Banda de música SMS
Raúl Peña, Amaia Salamanca, María Castro y Mario Casas interpretan la cabecera de 'SMS'
SMS cuenta además con una cabecera interpretada por tres de los jóvenes protagonistas de la serie: Raúl Peña, que intervino en el musical "El otro lado de la cama", y las voces femeninas Amaia Salamanca y Maria Castro. Guillermo Fernández Groizard, coproductor ejecutivo y director de la serie, es el realizador de la cabecera. Carmen Ortiz, también coproductora ejecutiva y escaletista, ha escrito la letra, y la música está compuesta por Iker Piedrafita, hijo de uno de los componentes de Barricada y Miss Octubre (Alfredo Piedrafita), y cantante, compositor y guitarrista del grupo de rock Dikers.

## Noticias
- Lunes, 26 de junio de 2006: 'SMS: Sin Miedo a Soñar', primera serie nacional de La Sexta y su principal apuesta para el verano
- Jueves, 6 de julio de 2006: Todo sobre 'SMS: Sin Miedo a Soñar'
- Jueves, 6 de julio de 2006: Contreras: “Queremos romper con los cánones tradicionales de programación de TV”
- Miércoles, 23 de agosto de 2006: María León y Erika Sanz se incorporan hoy a la serie 'SMS'
- Miércoles, 3 de enero de 2007: Más de 1.500 jóvenes han participado en el casting de 'SMS'
- Martes, 13 de marzo de 2007: 'SMS' llega a su fin en La Sexta tras 185 capítulos
- En 2008 la serie fue emitida otra vez en Neox para España.
- En 2011 la serie fue emitida otra vez en La Sexta 2 para España.
- En 2016 la serie fue emitida otra vez en Atreseries para España.

## Curiosidades
En sus créditos se usa la misma tipografía que la telenovela mexicana Dulce Desafío (1988).